# Оридзонте
Associazione Sportiva Orizzonte Catania Waterpolo (известен также как Geymonat Orizzonte) — итальянский женский ватерпольный клуб из города Катания. Был основан в 1985 году.
Является самым титулованным клубом Европы. Команда 8 раз (1994, 1998, 2001, 2002, 2004, 2005, 2006, 2008) завоёвывала Кубок европейских чемпионов LEN.
Девушки из Катании 21 раз (1992, 1993, 1994, 1995, 1996, 1997, 1998, 1999, 2000, 2001, 2002, 2003, 2004, 2005, 2006, 2008, 2009, 2010, 2011, 2019, 2021) побеждали в чемпионате Италии.